# Casa gotica
La Casa Gotica detta anche Casa del Tranquillo è un edificio ad uso di civile abitazione ubicato nella attuale via Interiore al n° civico 31 nel comune di Arquata Scrivia in provincia di Alessandria.

## Storia
La sua costruzione risale probabilmente al periodo dell'investitura a feudatario di Opizzino Spinola (1313) che segnò l'inizio di un periodo caratterizzato da una certa vivacità dell'attività edilizia di Arquata.
Proprio a questo periodo, è attestata la costruzione di diverse case del borgo, come testimonia la data incisa sulla chiave di un portale.
Alfredo D'Andrade, in occasione di una visita ad Arquata avvenuta nel 1882, notò la presenza di diverse case con pareti intelaiate, e ne stilò dettagliati schizzi di rilievo.
In una nota a margine egli osservava: "...casa intarallata in legno, molte di queste si vedono tuttora in Arquata, specie nei vicoli che dalla via Maestra salgono verso il Castello. Questi vicoli con queste case sono estremamente pittoreschi...".
Sono chiaramente leggibili alcuni elementi architettonici tipicamente medievali, quali la decorazione a dentelli della colombaia nel timpano, alcune fasce di mattoni a spina di pesce, gli aggetti propri alla tecnica costruttiva delle pareti intelaiate.
La tipologia edilizia richiama la cosiddetta maison à la guise de France, la tipica casa medievale di città di gusto francese o nordico, con bottega al piano strada, ingresso e scala in posizione laterale, locali abitativi al primo e al secondo piano.
L'edificio in oggetto merita di essere evidenziato in quanto presenta i caratteri di un vero e proprio reperto archeologico anche e soprattutto come testimonianza eccezionale della tecnica costruttiva a pareti intelaiate.
Tale eccezionalità deriva dalla sua collocazione geografica, eccentrica rispetto al mondo nordico dove tale tecnica è stata impiegata largamente fino a epoche relativamente recenti.
Oltre a ciò, nell'Italia del Nord le testimonianze di abitazioni medievali con queste caratteristiche, sopravvissute indenni da pesanti alterazioni sono comunque abbastanza rare: tra esse si possono ricordare alcuni esempi a Bologna, a Como, nel Ricetto di Candelo nel biellese, a Biella e nel comune di Ozzano Monferrato, nell'alessandrino.
Tra il 2003 e il 2006 è stata restaurata con finanziamenti della Regione Piemonte e del Comune di Arquata Scrivia.
Nel 2010 è diventata sede dell'associazione Arquator Presepi Onlus con una mostra permanente di scene della vita di Gesù in gesso scolpito. 

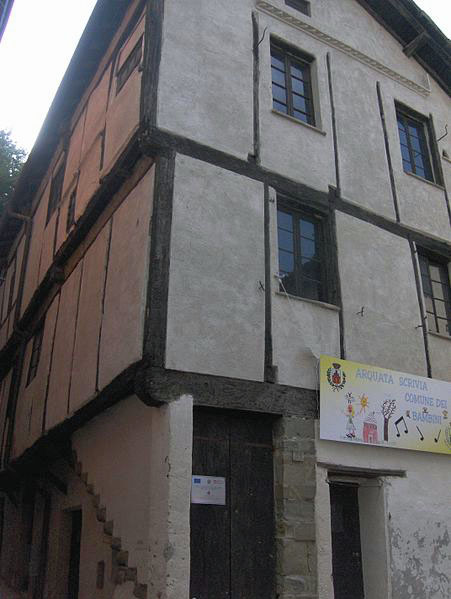
Particolare della Casa Gotica.
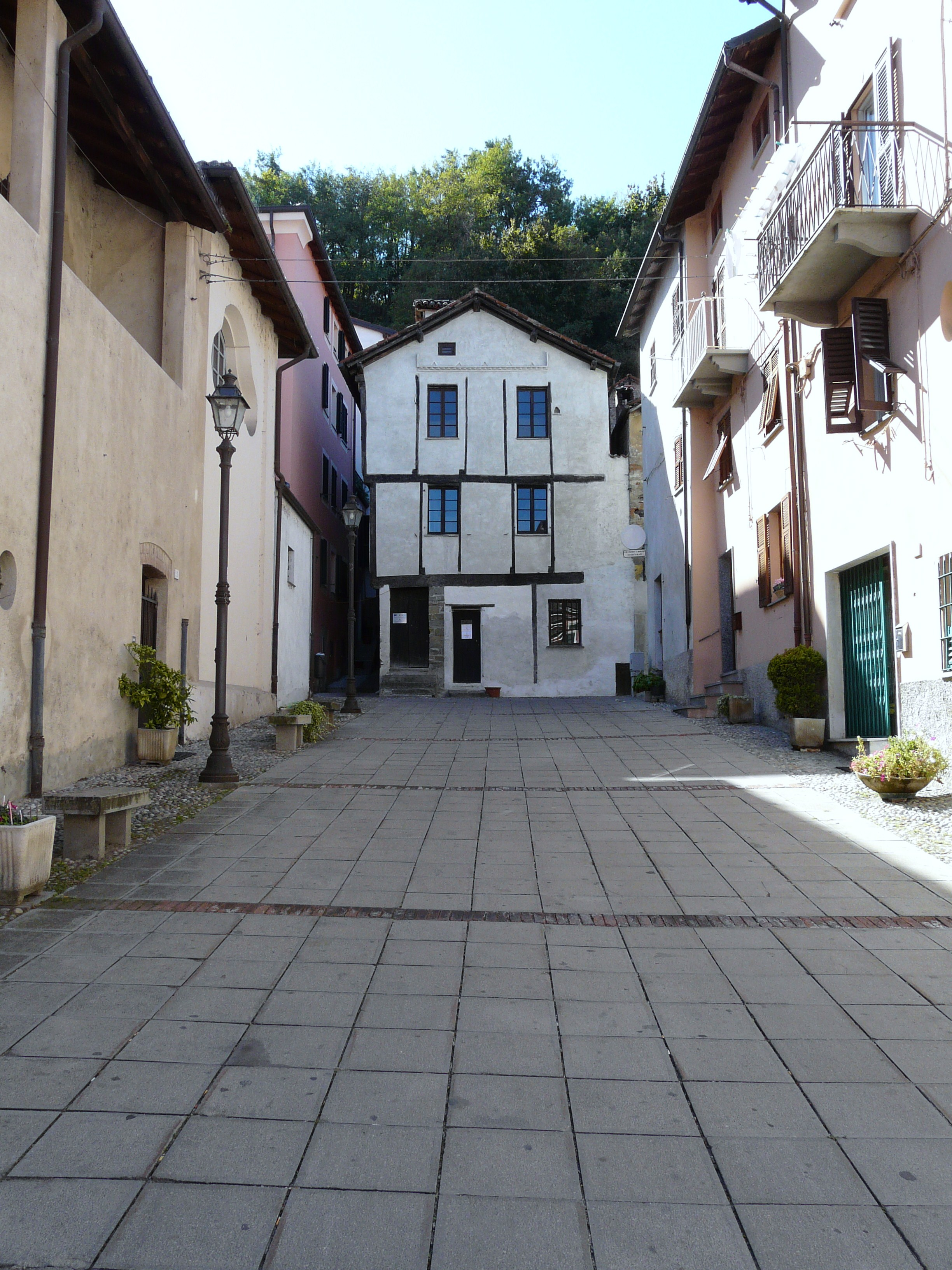
La Casa Gotica vista da via Libarna.
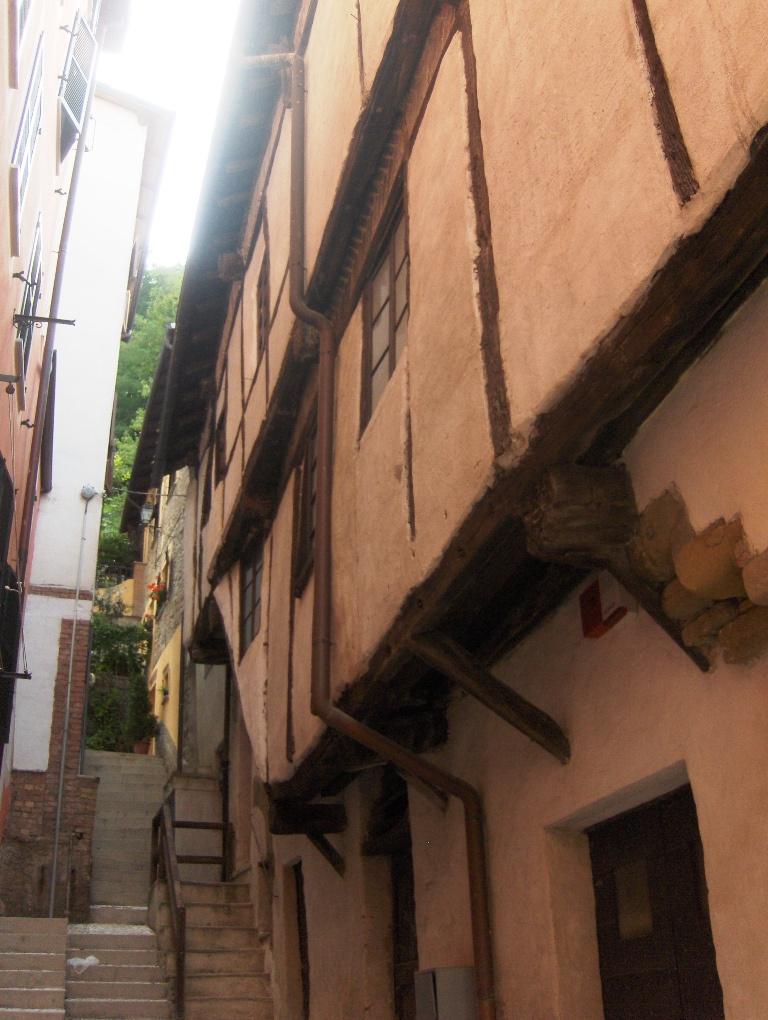
Vista laterale e dettagli della struttura